# La Frette (Isère)
La Frette is een gemeente in het Franse departement Isère (regio Auvergne-Rhône-Alpes). De plaats maakt deel uit van het arrondissement Grenoble. La Frette telde op 1 januari 2022 1.092 inwoners. 

## Geografie
De oppervlakte van La Frette bedroeg op 1 januari 2022 11,8 vierkante kilometer; de bevolkingsdichtheid was toen 92,5 inwoners per km².

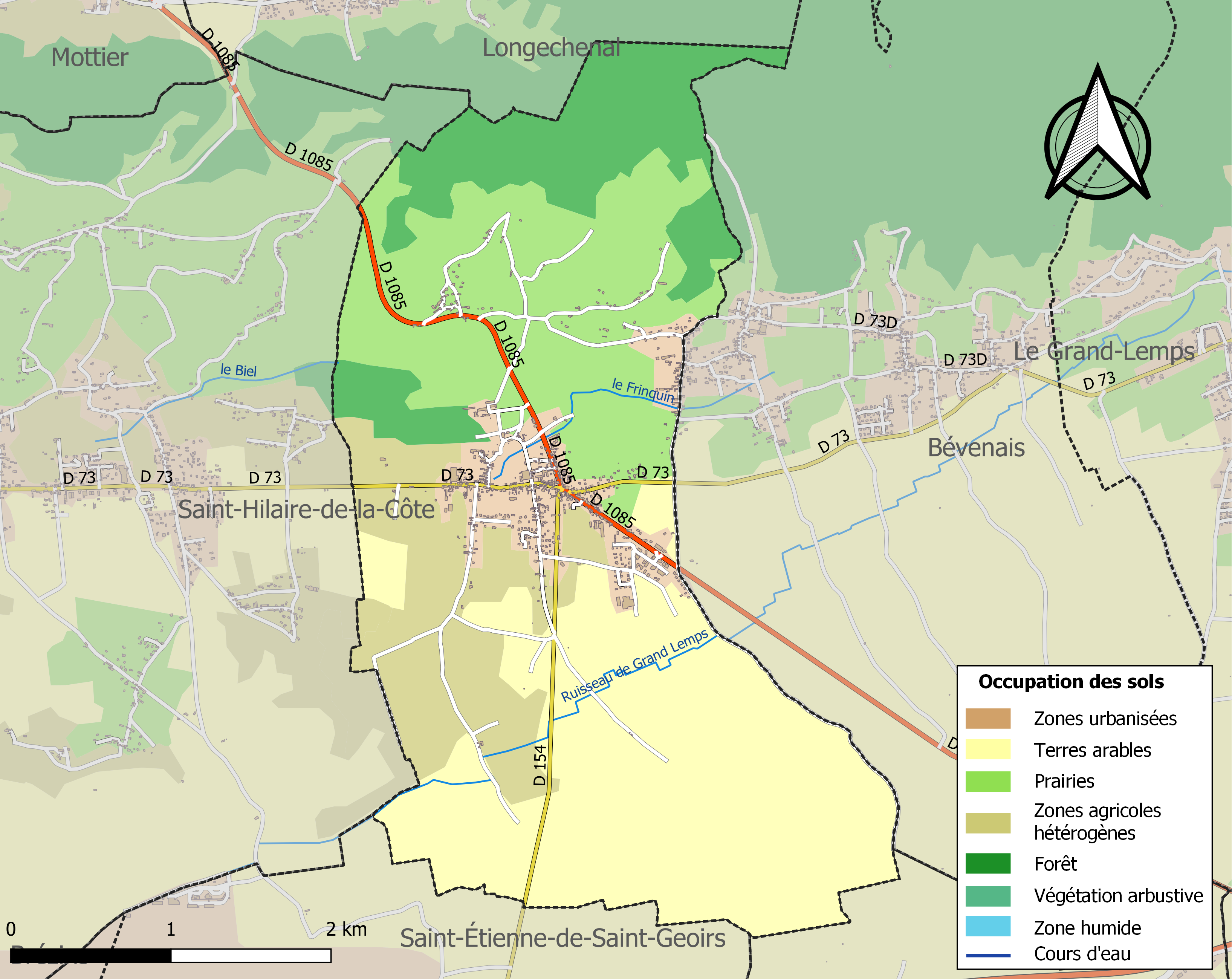
Kaart van de gemeente met de belangrijkste infrastructuur, bodemgebruik en omliggende gemeenten

## Demografie
Onderstaande figuur toont het verloop van het inwonertal (bron: INSEE-tellingen).

## Historische afbeeldingen

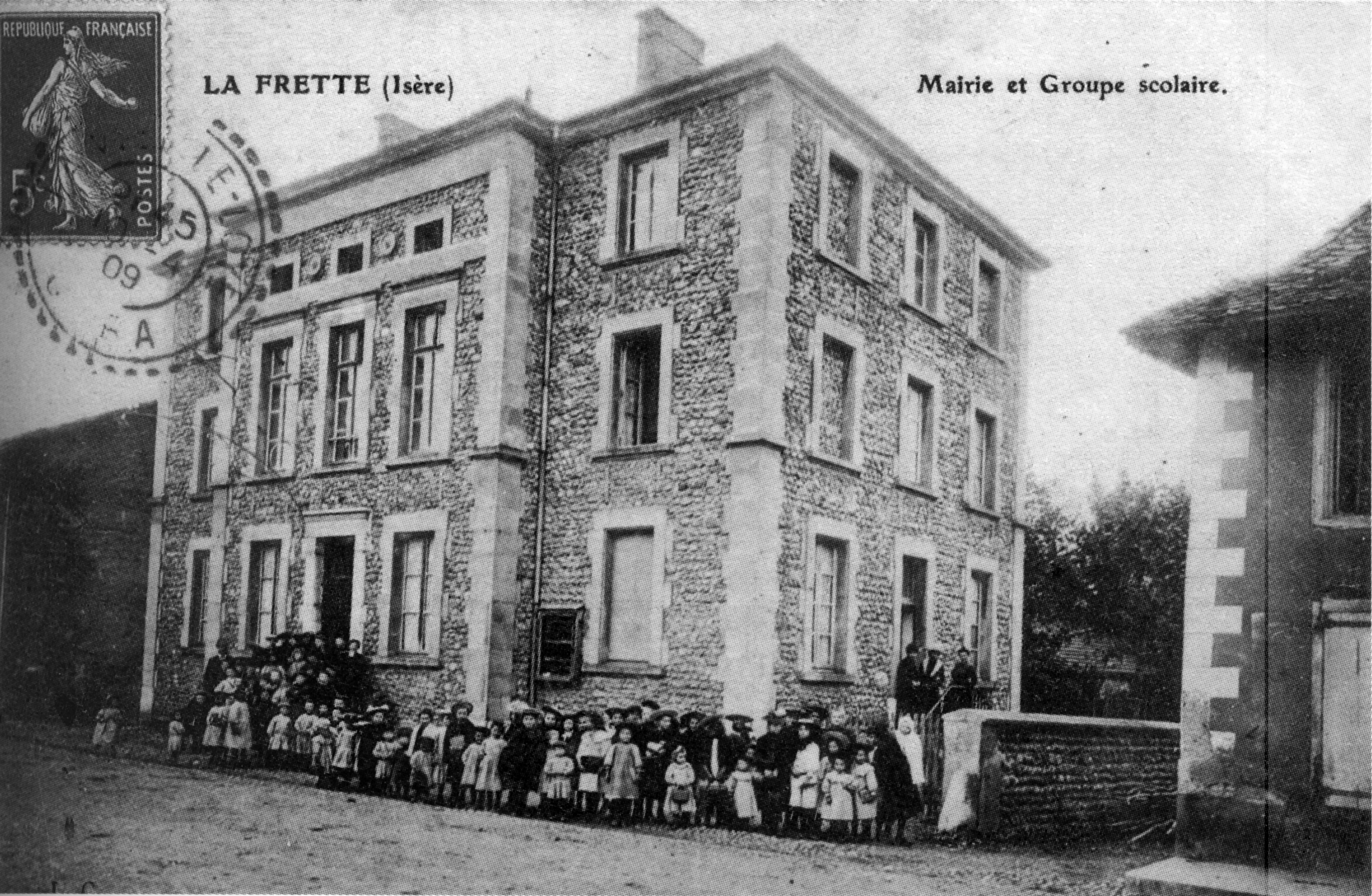
Gemeentehuis in 1909
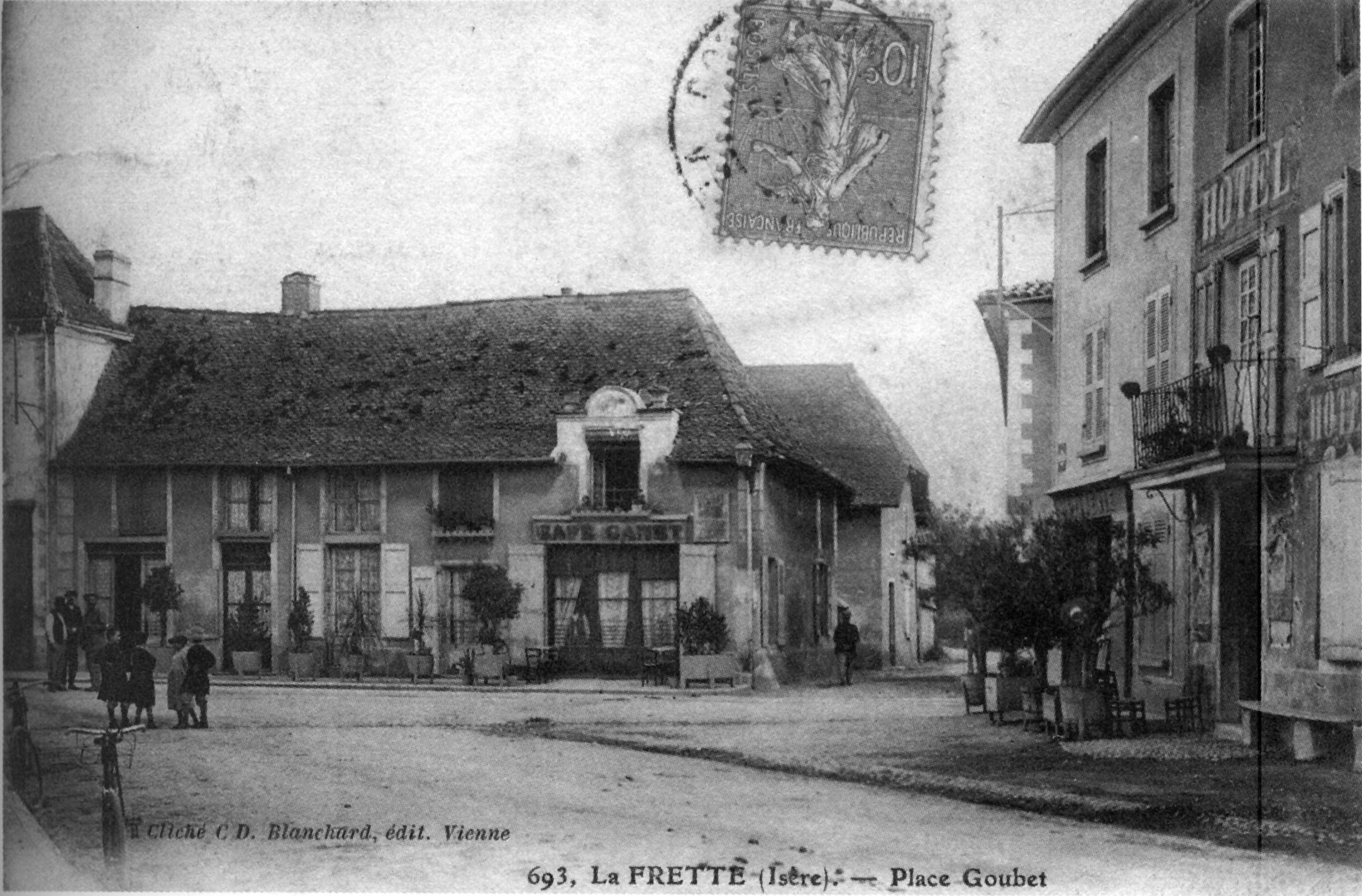
Place Goubet in 1906